# Arnsbarrow Tarn
Der Arnsbarrow Tarn ist ein See im Lake District, Cumbria, England. 
Der Arnsbarrow Tarn ist nahezu kreisrund und liegt östlich von Coniston Water in einer von Gletschern geformten Senke. Der Tarn Beck ist sein Abfluss an der Südseite. Der See hat keinen erkennbaren Zufluss.